# Elektroinstallateur
Der Elektroinstallateur (zum Teil auch Elektromonteur und Elektriker) ist ein Beruf im Elektrohandwerk und für die Installation und Reparatur elektrischer Anlagen zuständig.
Elektroinstallateure arbeiten vor allem im Elektroinstallationshandwerk, im Elektrofachhandel und bei Energieversorgungsunternehmen. Als Betriebselektriker sind sie für die Instandhaltung der elektrischen Anlagen zuständig und können in allen spezifisch zugehörigen Branchen arbeiten. Bei der Anlageninstallation arbeiten sie hauptsächlich auf Baustellen, bei der Instandhaltung in Betriebsanlagen.

## Ausbildung in Deutschland
Die Ausbildung zum Elektroinstallateur ist in Deutschland seit dem 1. August 2005 nicht mehr möglich, die Berufsbezeichnung wurde durch Elektroniker/in für Energie- und Gebäudetechnik ersetzt. Gleichzeitig haben sich auch die Ausbildungsinhalte geändert. Ebenso wird die Prüfung anders bewertet als zuvor. Die Ausbildung dauerte 3½ Jahre.

## Ausbildung in der Schweiz

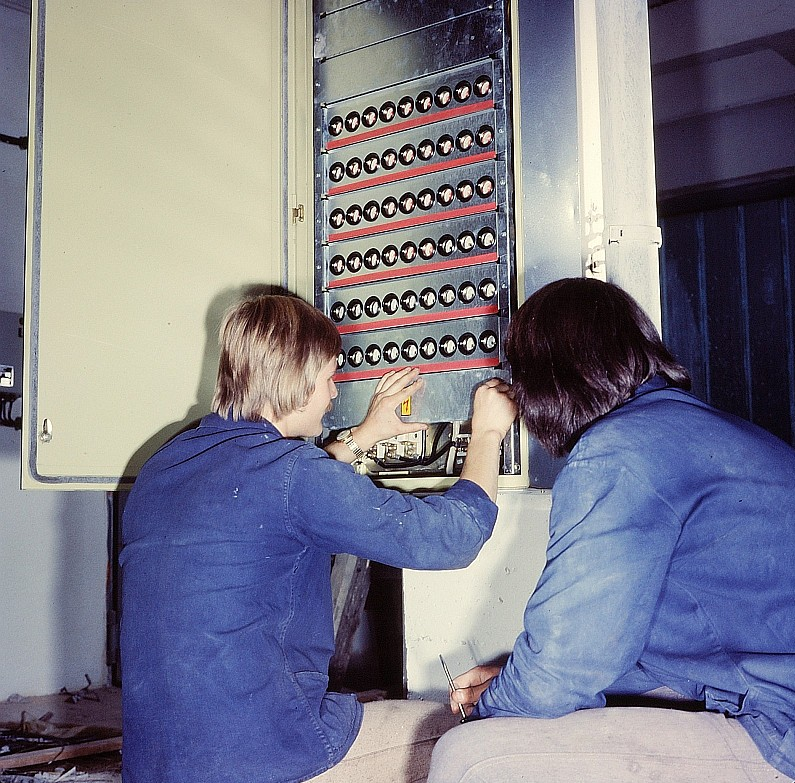
Typische Arbeit: Arbeit an einem Verteiler

Karriere als Elektroinstallateur in der Schweiz

### Montage-Elektriker EFZ
Die Lehre zum Montage-Elektriker dauert in der Schweiz drei Jahre. Die Ausbildung zum Montage-Elektriker ist unter dem Elektroinstallateur angesiedelt. Die drei Ausbildungsorte sind Betrieb, Berufsfachschule und überbetriebliche Kurse. Die übliche Weiterbildung ist die verkürzte Zusatzlehre zum Elektroinstallateur EFZ.

### Elektroinstallateur EFZ
Die Lehre zum Elektroinstallateur dauert in der Schweiz vier Jahre. Die drei Ausbildungsorte sind, genau wie beim Montage-Elektriker Betrieb, Berufsfachschule und überbetriebliche Kurse. Nebst den Weiterbildungsmöglichkeiten kann man, nach erfolgreichem Beenden der Ausbildung, die verkürzte Lehre zum Elektroplaner oder Telematiker EFZ machen.

### Elektro-Sicherheitsberater/in
Die nächste Stufe im Bereich Elektroinstallation ist die Berufsprüfung als Elektro-Sicherheitsberater.
Die Weiterbildung für die Prüfung erfolgt zumeist in berufsbegleitenden Kursen. Die Dauer beträgt etwa zwei bis drei Semester. Voraussetzung sind u. a. ein einschlägiger Lehrabschluss, zwei Jahre Berufspraxis auf dem Gebiet sowie der bestandene Berufsbildnerkurs. Die bestandene Prüfung berechtigt zum Führen des Titels „Elektro-Sicherheitsberater/in mit eidg. Fachausweis (FA)“. Elektro-Sicherheitsberater sind kontrollberechtigt im Sinne der Niederspannungsverordnung.

### Elektro-Projektleiter
Aufbauend auf dem Elektro-Sicherheitsberater kann die Weiterbildung zum Elektro-Projektleiter angegangen werden. Der Abschluss bildet die Berufsprüfung als Elektro-Projektleiter. Die bestandene Prüfung berechtigt zum Führen des Titels „Elektro-Projektleiter/in mit eidg. Fachausweis (FA)“. Elektro-Projektleiter sind kontrollberechtigt im Sinne der Niederspannungsverordnung.

### Diplomierter Elektroinstallateur
Die Prüfung zum diplomierten Elektroinstallateur ist eine höhere Fachprüfung. Die höhere Fachprüfung entspricht der deutschen Meisterprüfung und umgekehrt. Voraussetzung sind u. a. die bestandene Berufsprüfung als Elektro-Projektleiter. Die Vorbereitungen für die Prüfungen erfolgen zumeist in berufsbegleitenden Kursen. Die Dauer beträgt etwa zwei bis vier Semester. Dipl. Elektroinstallateur sind fachkundig im Sinne der Niederspannungsverordnung.

## Arbeitsmittel
Elektroinstallateure installieren elektrische Anlagen und Geräte und montieren, warten und reparieren vor allem elektrische Betriebsmittel, zum Beispiel elektrische Schaltanlagen, Geräte, Maschinen, Steckdosen, Leuchten. Sie installieren auch Anlagen der Kommunikationstechnologie wie Antennenanlagen, Telefonanlagen (zum Beispiel in Bürogebäuden) oder EDV-Anlagen (wie etwa Patchfelder). Hierfür handhaben sie Werkzeuge, Geräte und Maschinen wie Mauernutfräse, Seitenschneider, Abisolierzangen, Schraubenzieher, Lötkolben, Mess- und Prüfgeräte und verschiedene Werkstücke wie Bleche und Profile. Sie verwenden Verbindungs- und Befestigungsmaterialien wie Kabel, Drähte und Steckverbinder.
Sie richten sich dabei nach Zeichnungen und Plänen, welche in der Regel von einem Elektroplaner erstellt werden und setzen Arbeitsunterlagen wie Berechnungstabellen und Formelsammlungen ein. Hierbei verwenden Elektroinstallateure auch den Computer.
Sie arbeiten mit Dreiphasenwechselstrom und Schwachstrom, in der Regel bei Niederspannung bis zu 400 Volt, seltener bis 1000 Volt.

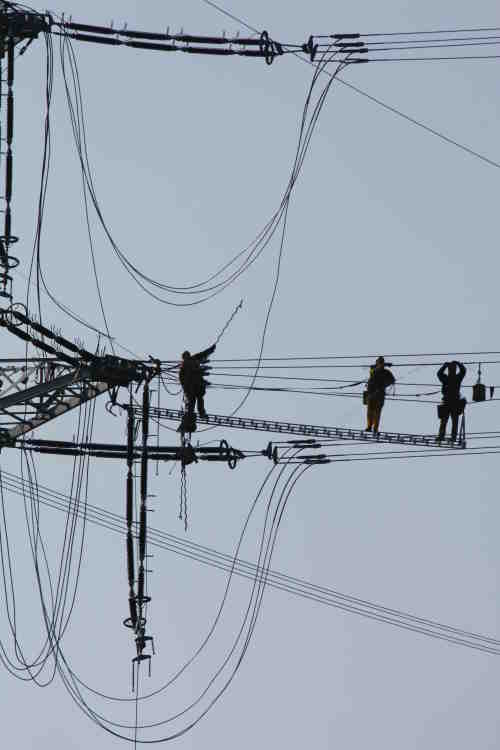
Montagearbeiten an Freileitungen

Für Arbeiten an Mittel- und Hochspannungsanlagen wird in Deutschland eine gesonderte Qualifikation benötigt. In der Regel tragen sie Arbeits- und Sicherheitsbekleidung. Dazu gehören unter anderem meist eine Arbeitshose und schutzisolierte Sicherheitsschuhe. Für Starkstromtechniker bzw. Schalttechniker in Hochspannungsanlagen wie zum Beispiel eine Trafostation, gehören auch unterarmlange, schutzisolierte Schutzhandschuhe und ein Schutzhelm mit selbstschwärzendem Visier zur Ausstattung.
In der Schweiz existiert für Tätigkeiten an Mittel- und Hochspannungsanlagen der eigenständige Beruf Netzelektriker.

## Zusammenarbeit
Sie arbeiten eng mit Baustellenleitern, Werkstattmeistern, Ingenieuren, Technischen Leitern und Betriebsinhabern zusammen. Im Servicebereich und bei der Montage haben sie direkten Kundenkontakt.

## Lohn als Elektroinstallateur
Die Löhne der ausgebildeten Elektroinstallateure in der Schweiz stiegen kontinuierlich an. Aktuell beträgt der Mindestlohn im ersten Jahr nach bestandener Lehrabschlussprüfung 4500 Franken (Stand: GAV 2021). Nach einem Jahr einschlägiger Berufserfahrung steigt der Mindestlohn auf 5000 Franken (13 Monatslöhne).

## Arbeitsbedingungen
Elektroinstallateure sind bei der Arbeit im Freien Witterungseinflüssen, zum Beispiel Kälte, ausgesetzt. Oft arbeiten sie bei ungünstigen Lichtverhältnissen, in gebückter Haltung oder an schlecht zugänglichen Stellen sowie auf Leitern, Gerüsten und Masten.
Sie müssen schwere Lasten bewegen, wofür meist keine mechanischen Hilfen zur Verfügung stehen.
Bei der Verwendung einer Schlitzmaschine zur Vorbereitung einer Unterputzinstallation sind sie lungengängigem Gesteinsmehl und Lärm ausgesetzt. Aufgrund von Arbeitsschutzverordnungen sind ein passender Gehörschutz, Filtermasken und Schlitzfräsen mit einer wirksamen Absaugeinrichtung vorgeschrieben. Bei richtigem Einsatz dieser Hilfsmittel lässt sich die Staub- und Lärmbelastung auf ein erträgliches Maß reduzieren.
Sie führen ihre Arbeiten überwiegend eigenständig durch. Insbesondere bei Installationsarbeiten zu vorgegebenen Terminen arbeiten sie unter Zeitdruck.
Frauen gelten in Österreich entgegen Männern als Schwerarbeiter im Sinne der Schwerarbeitsverordnung und der dazu ergangenen Berufsliste.  Dienstgeber haben das Vorliegen von Schwerarbeit bei Frauen ab dem vollendeten 35. Lebensjahr (Männer ab dem 40. Lebensjahr) selbständig der Krankenversicherung zu melden (§ 5 Schwerarbeitsverordnung).

## Tätigkeitsbezeichnungen

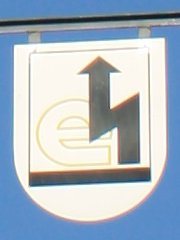
Handwerkswappen des Elektrohandwerks

Auch übliche Berufsbezeichnungen/Synonyme
- Elektroniker (ugs.: Elektriker)[10]
- Installateur (Elektroinstallation)
- Monteur (Elektroinstallation)
- Geselle (Elektroniker für Gebäude- und Energietechnik)
- Stromer

Berufsbezeichnungen in Deutschland nach Neuordnung der Elektro-Handwerksberufe 2003
- Elektroniker/Automatisierungstechnik
- Elektroniker/Betriebstechnik
- Elektroniker/Energie und Gebäudetechnik
- Elektroniker/Informations- und Telekommunikationstechnik
- Elektroniker für Maschinen und Antriebstechnik
- Informationselektroniker/Büro Systemtechnik
- Informationselektroniker/Geräte und Systemtechnik
- Systemelektroniker

Abweichende Berufsbezeichnungen der ehemaligen DDR
- Elektromonteur (2-jährige Ausbildung, vorwiegend in der Industrie)
- Elektroinstallateur (2½-jährige Ausbildungszeit, vorwiegend im privaten Sektor)
- Elektromontierer

Berufsbezeichnungen in der Schweiz
- Elektroinstallateur EFZ
- Elektromonteur EFZ (bis 2007)

Berufsbezeichnungen in Österreich
- Elektromonteur
- Elektrotechnik (Modullehrberuf). Dieser Lehrberuf ersetzt seit 1. Juli 2010 die Vorläufer-Lehrberufe Anlagenelektriker, Elektroanlagentechniker, Elektrobetriebstechniker, Elektroenergietechniker, Elektroinstallationstechniker und Prozessleittechniker.[11]

Berufsbezeichnung in englischer Sprache
- Electrician

Berufsbezeichnungen in französischer Sprache
- Electricien
- Installateur électricien
- Monteur en installations électriques

## Weiterbildungsmöglichkeiten
In Deutschland:
- Elektrotechnikermeister (umgangssprachlich Elektromeister)
- Elektrotechniker (in diversen Fachrichtungen)
- mit zusätzlichen Qualifikationen z. B. Ingenieur, Bachelor/Master

In der Schweiz:
- Verkürzte Ausbildung in Verwandten Berufen
  - Telematiker
  - Elektroplaner
- Berufsprüfung
  - Elektro-Projektleiter
  - Elektro-Sicherheitsberater/in
  - Telematik-Projektleiter
- höhere Fachprüfung
  - eidg. dipl. Elektroinstallateur
  - eidg. dipl. Elektroplaner
  - eidg. dipl. Telematiker/in
- Höhere Fachschule
  - dipl. Techniker HF
- Studium
  - Ingenieur FH (gemäß Zulassungsbedingungen der jeweilig Fachhochschule)